# Mungo Park Memorial (Vereinigtes Königreich)

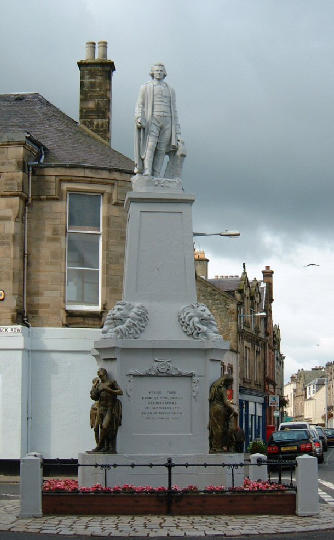
Mungo Park Memorial

Das Mungo Park Memorial im Vereinigten Königreich ist dem britischen Afrikaforscher Mungo Park (1771–1806) gewidmet.
Seine beiden Reisen (1795–1797 und 1805–1806) führten ihn über den Fluss Gambia an den Lauf des Nigers. Seine erste Reise war im Auftrag der African Association und sein daraufhin veröffentlichter Reisebericht Travels in the Interior of Africa gilt noch heute als Klassiker. Bei seiner zweiten Reise an den Niger, die durch die britische Regierung finanziert wurde, kam er Januar/Februar 1806 bei Bussa ums Leben.
Im Jahr 1913 wurde ihm zu Ehren ein Denkmal in Form einer Statue in Selkirk / Schottland – in der Nähe des Geburtsortes Mungos – errichtet. Die Statue wurde von Thomas Clapperton (1879–1962) geschaffen.